# Commission des réguliers
La commission des réguliers (1766-1780) est instituée en France à la demande de Louis XV pour réfréner les abus du clergé régulier et examiner la situation financière des établissements monastiques aux ressources insuffisantes. En fait, il s'agit pour le haut clergé séculier de s'emparer des biens et bénéfices des monastères à leur profit, alors que le royaume traverse une crise financière. Elle intervient après l'expulsion des jésuites de France (décret de Louis XV du 26 novembre 1764).

## Historique

### Contexte
Ayant surmonté le Grand schisme d'Occident et la Réforme protestante, les ordres monastiques avaient retrouvé un essor spirituel au XVIIe siècle ; cent ans plus tard, ils sont moribonds. Ils vivent sur une économie seigneuriale, assise sur la propriété foncière, économie en partie obsolète depuis les découvertes maritimes des XVe et XVIe siècles et où les techniques restent traditionnelles avec des rendements agricoles relativement faibles ; d'anciens privilèges assurent une survie relative aux moines qui n'arrivent pas à se libérer du système de la commende. Ce blocage économique et institutionnel se complique de querelles doctrinales entre un clergé gallican et les partisans de l'autorité du pape : naguère brillants, ces ordres restent, en dépit de notables exceptions, à l'écart du mouvement d'idées au siècle des Lumières.
Or, le siècle des Lumières peine à comprendre l'« oisiveté » de ces hommes inutiles à l'État, assume une tradition des légistes gallicans qui assimile les vœux de religion à un contrat révocable, se situe aussi dans une tradition janséniste d'émancipation vis-à-vis du pouvoir pontifical. Cependant, la critique sans doute la plus radicale est exprimée par Rousseau pour qui les moines n'ont aucune raison d'être car : « renoncer à sa liberté, c'est renoncer à sa qualité d'homme ».
Au milieu du siècle, on dénombre environ 35 000 religieux en France, mais, après 1750, apparaît une crise de recrutement, très sensible. Les élites se détournent des monastères. Des bâtiments classiques avaient remplacé les constructions romanes ou gothiques, mais restaient vides. Les deux tiers des abbayes masculines françaises avaient des effectifs moyens inférieurs à dix moines. 
Leur patrimoine pouvait être très varié :
- vingt à trente abbaye étaient très riches,
- environ une centaine avaient des ressources convenables mais aléatoires,
- plus de deux cents abbayes étaient pauvres.

La France compte à cette époque 412 abbayes bénédictines, de dimension importantes ; mais chacune d'entre elles n'est occupée que par une dizaine de religieux en moyenne, d'autant que les commendataires avaient intérêt à limiter le nombre des moines au minimum de trois, pour limiter la part de ceux-ci, dans le revenu de l'abbaye, à leur profit.

### Création
À la clôture de la session de l'Assemblée du Clergé en juin 1766, une lettre à destination du pape est remise au roi pour obtenir la nomination d'une commission de cardinaux et d'évêques chargée de réformer les prétendus abus ; Choiseul refuse de l'envoyer. En effet, toute communauté religieuse s'installant dans le royaume est soumise à des lettres patentes d'approbation. Ainsi, Louis XV s'estime-t-il en droit de régler les abus qui se sont introduits dans les communautés religieuses :
- Par l'arrêt du Conseil d'État du 23 mai 1766, le roi Louis XV constate des abus dans les monastères et envisage de mener une enquête.
- Une commission royale est instituée par l'arrêt du 31 juillet : cinq archevêques et cinq conseillers d'État la composent, aidés d'avocats et de théologiens. La Commission est chargée d'enquêter et de proposer des mesures soumises à l'examen du Conseil des Dépêches[6].
- Enfin, par l'arrêt du 3 avril 1767, le roi, constatant les insuffisances de l'enquête menée, ordonne la réunion du chapitre de tous les établissements religieux du royaume et décide la suppression des maisons sous-peuplées[7].

Cette Commission des Réguliers, c'est-à-dire des religieux soumis à une règle et membres des différents ordres et congrégations, a fonctionné de 1766 à 1780. Elle est suivie jusqu'en 1784 par la Commission des Unions à laquelle succède le Bureau des réguliers jusqu'en 1790.

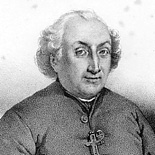
Loménie de Brienne.

### Composition de la Commission
La commission des Réguliers, ouvertement gallicane, et fortement influencée par Loménie de Brienne, ami des philosophes et incroyant notoire[réf. nécessaire], préfère la manière forte à la concertation : elle n'accueille aucun « régulier », ne tient pas compte des remarques formulées par les intéressés, ni des protestations du pape, des abbés ou des évêques.
Les membres de la commission sont :
- Charles Antoine de La Roche-Aymon, archevêque de Reims, président de la Commission ;
- Henri d'Aguesseau, conseiller d'État ordinaire et au Conseil royal des Dépêches, et au Conseil royal du Commerce ;
- Gilbert des Voisins, conseiller d'État ordinaire et au Conseil royal des Dépêches ;
- Lefèvre d'Ormesson, conseiller d'État ordinaire et au Conseil royal des Dépêches ;
- Jean-François Joly de Fleury, conseiller d'État ;
- Pierre Étienne Bourgeois de Boynes, conseiller d'État ;
- Jean-Joseph de Jumilhac, archevêque d'Arles ;
- Georges-Louis Phélypeaux d'Herbault, archevêque de Bourges ;
- Arthur Richard Dillon, archevêque de Narbonne ;
- Loménie de Brienne, archevêque de Toulouse, rapporteur de la commission[8].

Un greffier, un secrétaire, quatre théologiens et quatre avocats leur sont adjoints.

### Actions et conséquences
La Commission des réguliers fut surnommée « commission de la Hache » par ses détracteurs, qui la jugeaient trop brutale. Ses méthodes furent contestées à plus d'un titre.
Un édit de mars 1768 repoussa l'âge des vœux religieux de seize à vingt-et-un ans pour les garçons et dix-huit ans pour les filles, et ordonna la rédaction des constitutions. L'abolition de l'exemption, garantie de l'indépendance des monastères, fut décidée en 1773 ; cette dernière mesure permit aux évêques de fermer les monastères aux effectifs jugés trop restreints et d'affecter la mense (revenus) à leur évêché (des hôpitaux et des séminaires récupèrent aussi une partie des biens).
Un monastère indépendant devait comporter seize religieux et une abbaye affiliée à une congrégation, au moins neuf. On ferma 426 abbayes ou prieurés d'effectif inférieur sur un total de 2 972 abbayes. Les bénédictins perdirent 122 établissements sur 410 ; 40 couvents augustins disparurent. Leurs membres furent rattachés au clergé séculier et gratifiés d'une pension viagère, ou bien accueillis dans d'autres ordres monastiques.
Neuf ordres ou congrégations disparurent de 1770 à 1780
- Ancienne observance de Cluny ;
- Ordre camaldule ;
- Ordre de Grandmont ;
- Ordre des Célestins ;
- Ordre de Saint-Guillaume ;
- Les Antonins intégrés à l'ordre de Saint-Jean de Jérusalem en 1777.
- Chanoines réguliers de Saint Ruf ;
- Chanoines réguliers de la Sainte-Croix ;
- Ordre des Servites de Marie.

Quelques abbayes supprimées :
- Abbaye Notre-Dame de Boscodon, Hautes-Alpes ;
- Prieuré de Grandmont-Villiers à Villeloin-Coulangé, Indre-et-Loire ;
- Abbaye des Guillemins à Walincourt-Selvigny, Nord ;

Le roi reste sourd aux protestations de l'Assemblée du clergé, qui dénonce avec véhémence le caractère arbitraire des décisions prises, maintient l'intégralité de celles-ci, et parvient malgré les protestations initiales de Clément XIV et de Pie VI à obtenir la ratification de ses décisions. Les résistances émanent aussi des communautés paroissiales qui soulignent les bienfaits des monastères. Des brochures anonymes dénoncent l'incompétence de la Commission en droit canonique et particulièrement son incompréhension profonde du droit monastique. L'abbé de Grandmont, François-Xavier Mondain de La Maison-Rouge, tente de défendre son ordre pendant six ans, en vain. Entre-temps, Louis XV meurt et Louis XVI, peu favorable à Loménie de Brienne, monte sur le trône.

### Épilogue
La rigueur que le cardinal de Loménie de Brienne met à supprimer ordres et couvents finit par mécontenter tant de gens que la commission est dissoute le 19 mars 1780. Elle est remplacée le jour même par la Commission des Unions, présidée cette fois par le Garde des Sceaux. La Commission des Réguliers jeta cependant le discrédit de l'élite sur les ordres, et à l'exception des Chartreux et des Trappistes : ceux-ci n'avaient pas su se réformer malgré l'intervention de l'État. Et, fait révélateur de l’ambiguïté de la mission de la Commission des Réguliers, comment l'auraient-ils pu, alors que la pratique du Régime de la commende, raison cardinale de bien des dérives, est maintenue ?

## Ailleurs en Europe
D'autres souverains catholiques rejetèrent aussi les ordres contemplatifs :
- En Autriche, en 1756, l'impératrice Marie-Thérèse institue une commission de contrôle des ordres monastiques. Puis, le joséphisme lancé en 1783 par son fils l'empereur Joseph II supprima 800 monastères, ceux qui, selon lui, n'avaient pas d'utilité sociale ou pastorale immédiate, et en étatisa les biens. Le « fonds religieux » ainsi constitué fut employé à la formation et à l'entretien du clergé. Les couvents qui subsistèrent (par exemple, Melk, Saint-Florian, Göttweig et Kremsmünster) échapperont par la suite à la sécularisation dans l'Empire.
- En Espagne, le roi Charles III limita la puissance des ordres religieux dans ses États.

## Sources
- Pascal Arnoux, Abbayes et Monastères : Principaux ordres monastiques et religieux, Le Cannet, Editions TSH, avril 2004 (ISBN 2-907854-42-9, BNF 37087211)
- Gaston et Monique Duchet-Suchaux, Les Ordres Religieux, Flammarion, 1993 (ISBN 2-08-012297-5)
- Alain Blondy La Commission des Réguliers (1766-1784). Un joséphisme à la française ? in Stéphane-Marie Morgain éd., Libertas Ecclesiæ. Esquisse d’une généalogie (1650-1800), Toulouse, 2010, 281-295.